# صموئيل وارد (لاعب هوكي الجليد)
صموئيل وارد (بالسويدية: Samuel Ward)‏ هو لاعب هوكي الجليد سويدي، ولد في 19 يناير 1995 في نيشوبينغ في السويد.

## وصلات خارجية
- صموئيل وارد على موقع EliteProspects.com (الإنجليزية)
- صموئيل وارد على موقع HockeyDB.com (الإنجليزية)